# Zürich villamosvonal-hálózata
Zürich villamosvonal-hálózata (német nyelven: Strassenbahn Zürich ) Svájc Zürich városában található. Összesen 15 vonalból áll, a hálózat teljes hossza 122,7 km. Jelenlegi üzemeltetője a Verkehrsbetriebe Zürich.
A vágányok 1000 mm-es nyomtávolságúak, az áramellátás felsővezetékről történik, a feszültség 600 V egyenáram. 
A forgalom 1882-ben indult el.

## Útvonalak
| Járat | Útvonal (Dőlt betűvel jelölve, ha az útvonal része a Glattalbahn-nak) |
| ----- | --- |
| 2     | Bhf. Tiefenbrunnen - Bellevue - Bürkliplatz - Paradeplatz - Stauffacher - Albisriederplatz - Farbhof - Schlieren Geissweid |
| 3     | Klusplatz - Römerhof - Kunsthaus - Central - Zürich HB - Stauffacher - Albisriederplatz - Albisrieden |
| 4     | Bhf. Tiefenbrunnen - Bellevue - Central - Zürich HB - Escher-Wyss-Platz - Bhf. Altstetten |
| 5     | (Laubegg -) Bhf. Enge - Bürkliplatz - Bellevue - Kunsthaus - Kirche Fluntern (- Zoo) |
| 6     | Werdhölzli - Escher-Wyss-Platz - Zürich HB - Central - ETH/Universitätsspital - Kirche Fluntern - Zoo |
| 7     | Bhf. Stettbach - Schwamendingerplatz - Milchbuck - Schaffhauserplatz - Central - Zürich HB - Paradeplatz - Bhf. Enge - Wollishofen                                                                                                |
| 8     | Hardturm - Escher-Wyss-Platz - Bhf. Hardbrücke - Hardplatz - Stauffacher - Bhf. Selnau - Paradeplatz - Bürkliplatz - Bellevue - Bhf.Stadelhofen - Kreuzplatz - Römerhof - Klusplatz)                                              |
| 9     | Hirzenbach - Schwamendingerplatz - Milchbuck - Seilbahn Rigiblick - ETH/Universitätsspital - Kunsthaus - Bellevue - Bürkliplatz - Paradeplatz - Stauffacher - Heuried (- Triemli)                                                 |
| 10    | (Albisgütli - Laubegg - Bhf. Enge - Paradeplatz -) Zürich HB - Central - ETH/Universitätsspital - Seilbahn Rigiblick - Milchbuck - Sternen Oerlikon - Bhf. Oerlikon Ost - Glattpark - Bhf. Glattbrugg - Zürich Flughafen, Bahnhof |
| 11    | Rehalp - Kreuzplatz - Bhf. Stadelhofen - Bellevue - Bürkliplatz - Paradeplatz - Zürich HB - Schaffhauserplatz - Bucheggplatz - Bhf. Oerlikon - Sternen Oerlikon - Messe/Hallenstadion - Glattpark - Auzelg                        |
| 12    | Zürich Flughafen, Bahnhof - Bhf.Glattbrugg - Glattpark - Auzelg - Bhf. Wallisellen - Glattzentrum - Bhf. Stettbach |
| 13    | Albisgütli - Laubegg - Bhf. Enge - Paradeplatz - Zürich HB - Escher-Wyss-Platz - Meierhofplatz - Frankental |
| 14    | Seebach - Sternen Oerlikon - Milchbuck - Schaffhauserplatz - Zürich HB - Stauffacher - Heuried - Triemli |
| 15    | Bhf. Stadelhofen - Bellevue - Central - Schaffhauserplatz - Bucheggplatz |